# 技官
技官（ぎかん）は、日本における官職の呼称の一種。一般に、国の行政機関において技術を掌る官職の官名に用いられる。

## 概要
この官職名は国家公務員特有のものであり、地方公務員では従来地方自治法に基づいて「技術吏員」と呼ばれてきたものに相当する。
一般に、国家公務員採用総合職試験、一般職試験等において土木、機械、建築等の技術系の区分による試験に合格した者や、乗用車の運転など技芸に関する業務に従事するため国の行政機関に採用された者が技官の官名を受ける。「技術を掌る」とされるものの、実際には土木行政等、技術に関する行政事務に携わるものが多く、適用される俸給表は多く行政職である。しかし、研究職俸給表を適用される政府研究機関の研究者や、医療職の俸給表を適用される医師・歯科医師・看護職等の専門職も含まれ、技官の職務の幅は広い。
国家行政組織法の昭和25年改正法附則第2項に基づき、各省においては、「技官」の前に省名から「省」の字を省いた名を冠し、厚生労働省であれば厚生労働技官というように呼称する。このほか、個別法によって置かれる内閣府技官、警察庁技官、検察技官、会計検査院技官、裁判所技官などもある。
戦前の官吏制度においては、技官の官名はなく、技術を掌る官吏は奏任官では「技師」、判任官では「技手（ぎて）」と専ら呼ばれていた。
府省の事務次官に就任するのは事実上事務官に限られていることが多いが、文部科学省では旧科学技術庁採用に連なる技術系キャリアも事務官として発令されており、旧文部省系とほぼ交代で事務次官に就任している。国土交通省では旧建設省採用の土木系技官が事務官と交代で事務次官に就任する。2024年には総務省においても郵政省採用の技官が事務次官に就任した。
上記の省以外では、技官が本省局長級以上に昇進することは、厚生労働省（複数の本省局長、医務技監）、農林水産省（一部の局長、林野庁長官）、警察庁（サイバー警察局長）、気象庁（気象庁長官）の事例を除いて稀である。しかし、近年は農林水産省の外局である水産庁で技官が長官に就任するなど、一部では人事慣行の変化もみられる。